# Křížová cesta (Moravský Beroun)
Křížová cesta v Moravském Berouně na Olomoucku se nachází v severozápadní části města na Křížovém vrchu.

## Historie
Křížová cesta měla původně čtrnáct dřevěných zastavení a byla vysvěcena dne 1. června 1751 olomouckými františkány. Roku 1819 byla dřevěná zastavení nahrazena novými a roku 1842 byla postavena zastavení zděná v podobě výklenkových kapliček. Roku 2012 město dvě kapličky opravilo, ostatních 12 kapliček křížové cesty bylo opraveno později.
Na Křížovém vrchu stála též kaple Panny Marie Bolestné. Základní kámen byl položen dne 16. června 1752 z iniciativy svobodného pána Friedricha Lichtblau. Ten stavbu kaple zaplatil z vlastních prostředků. Kaple byla zbořena roku 1989 a na jejím místě byl postaven televizní převaděč. Nová kaple byla postavena nedaleko na vrcholku kopce.

## Fotogalerie

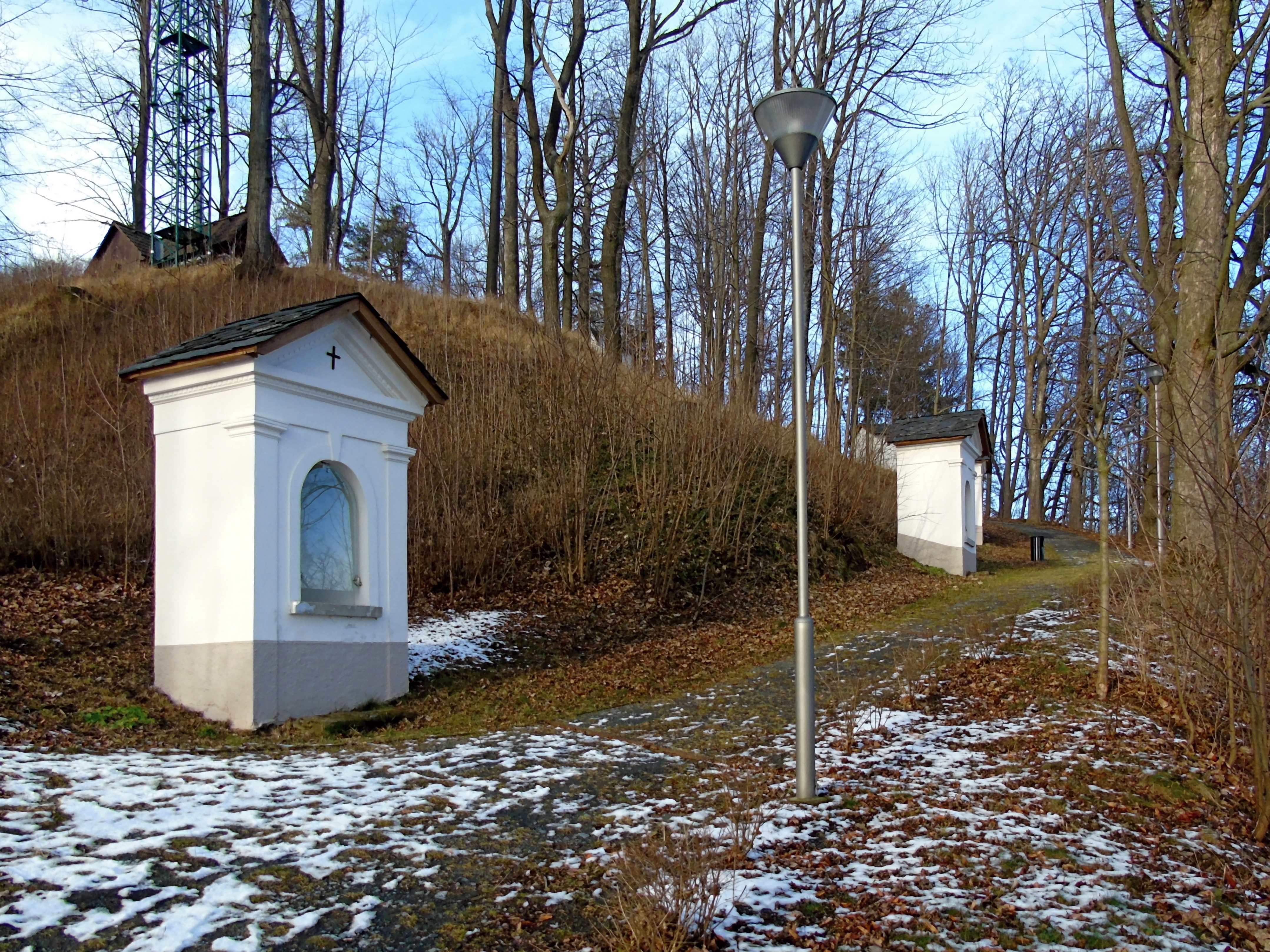
Začátek křížové cesty
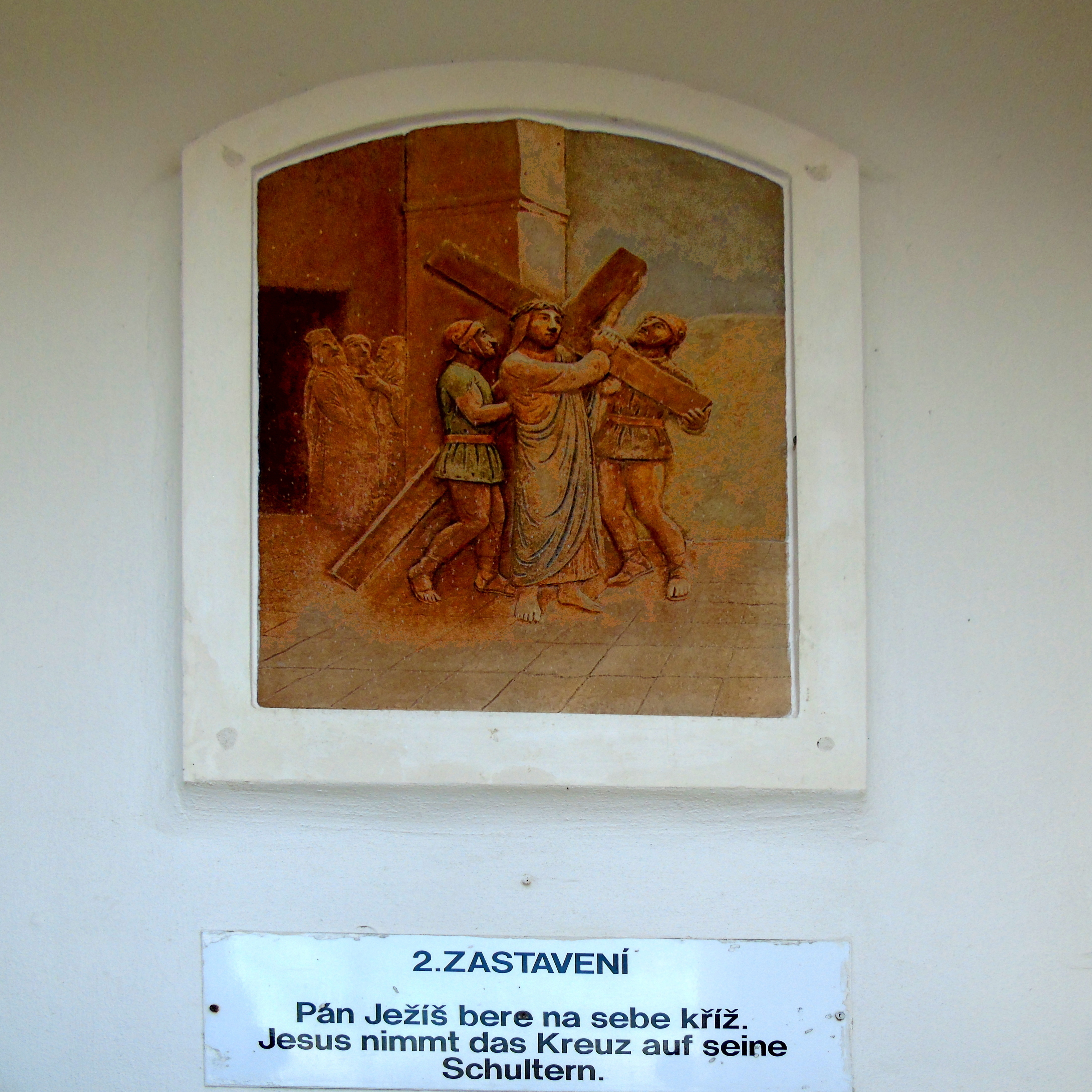
Kaplička - 2. zastavení
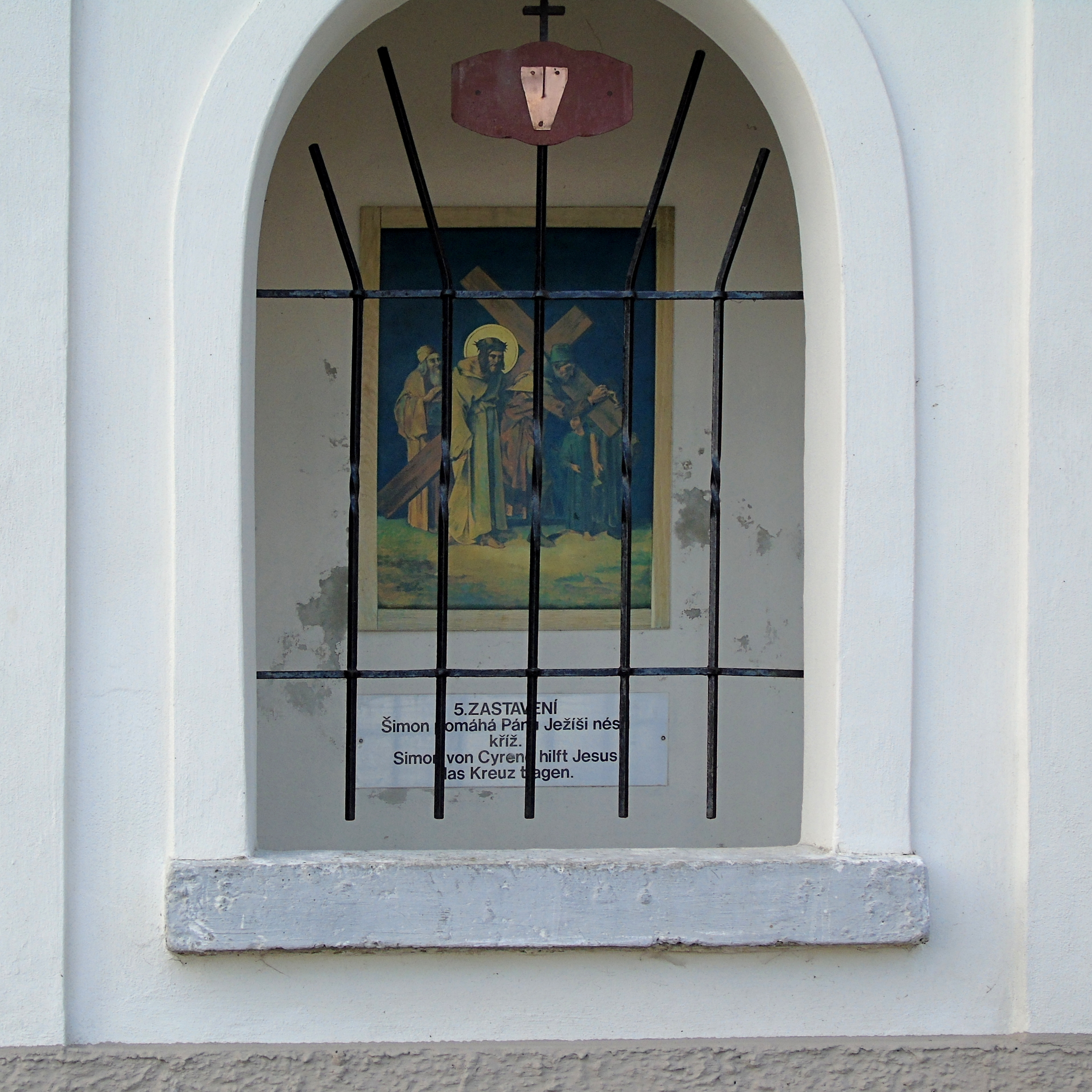
5. zastavení
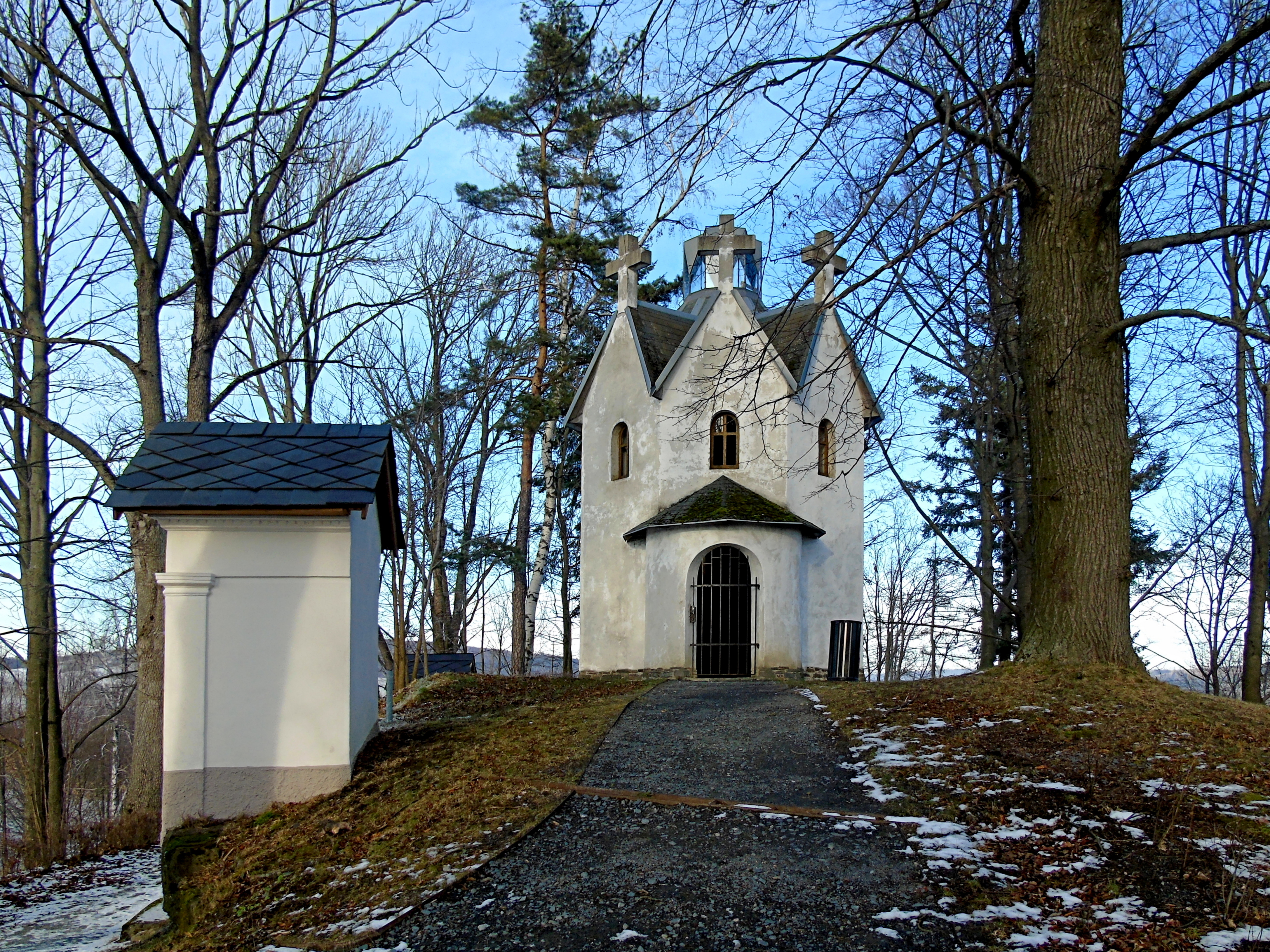
Kaple na Křížovém vrchu
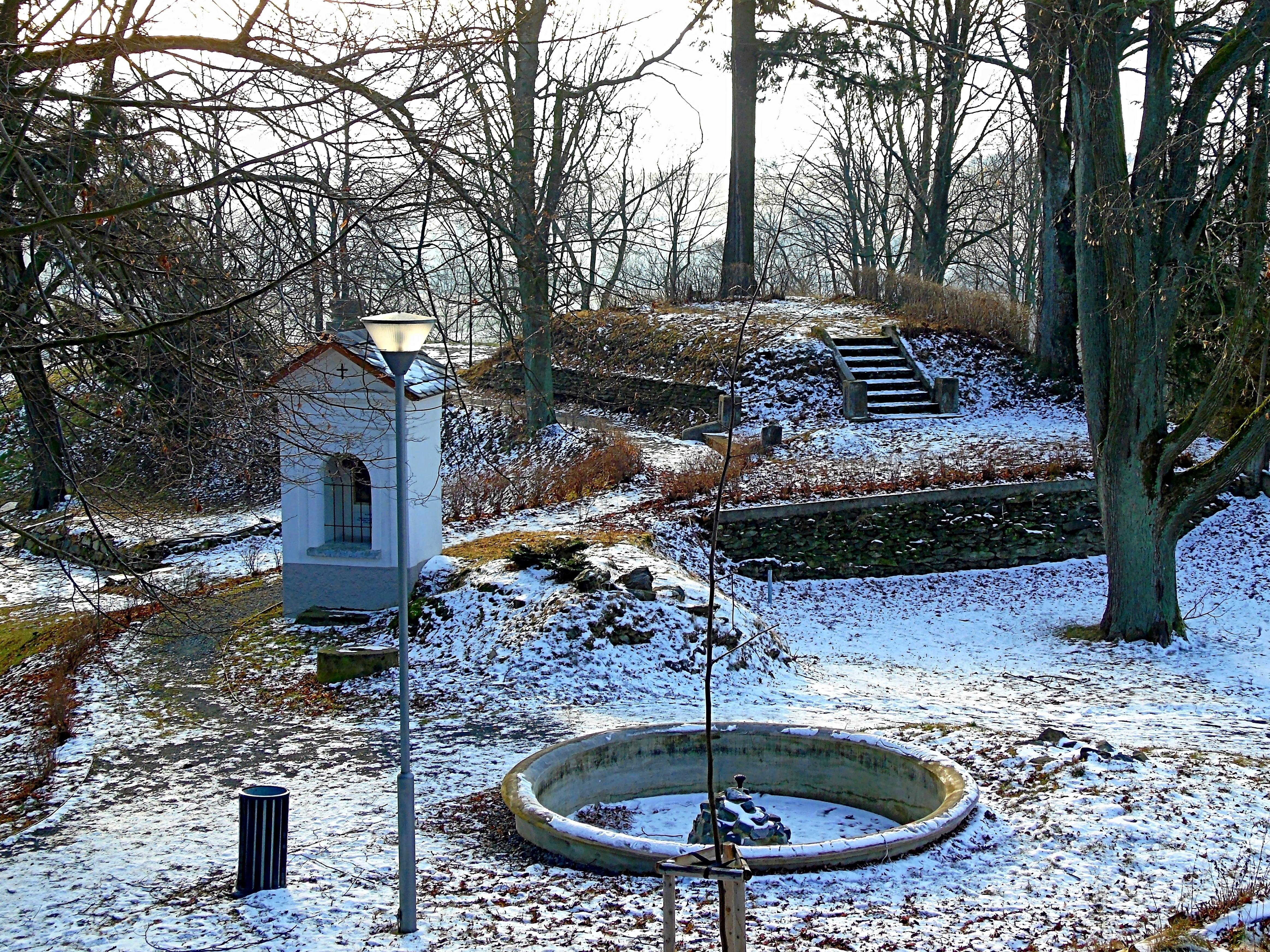
Závěr křížové cesty